# Crocallis fusca
Crocallis fusca är en fjärilsart som beskrevs av Carl Reutti 1905. Crocallis fusca ingår i släktet Crocallis och familjen mätare. Inga underarter finns listade i Catalogue of Life.